# Hold On (Good Charlotte)
Hold On è un ultimo singolo dei Good Charlotte, uscito il 28 Dicembre 2003 estratto dall'album The Young and the Hopeless.

## Video musicale
Il video è stato diretto da Samuel Bayer.

## Tracce
1. Hold On – 4:06